# Gare d'Iselle di Trasquera
La gare d'Iselle di Trasquera est une gare ferroviaire située sur le territoire de la commune italienne de Trasquera dans la province de Verbano-Cusio-Ossola, dans la région de Piémont. Elle est située à proximité du portail sud du tunnel du Simplon.

## Situation ferroviaire
Établie à 628 mètres d'altitude, la gare d'Iselle di Trasquera est située au point kilométrique 18,798 de la ligne de Brigue à Domodossola, entre les gares de Brigue et de Varzo (en direction de Domodossola).
La gare se trouve au niveau du portail sud du tunnel du Simplon. Le village d'Iselle, qui a donné son nom à la gare, se situe à environ un kilomètre en remontant la rivière Diveria en direction du col du Simplon.
C'est une gare frontière entre l'Italie et la Suisse ainsi qu'une gare de chargement pour les services auto-train à destination de Brigue et de Kandersteg.
La gare d'Iselle di Trasquera est dotée de cinq voies et de trois quais, hors voies de service.

## Histoire

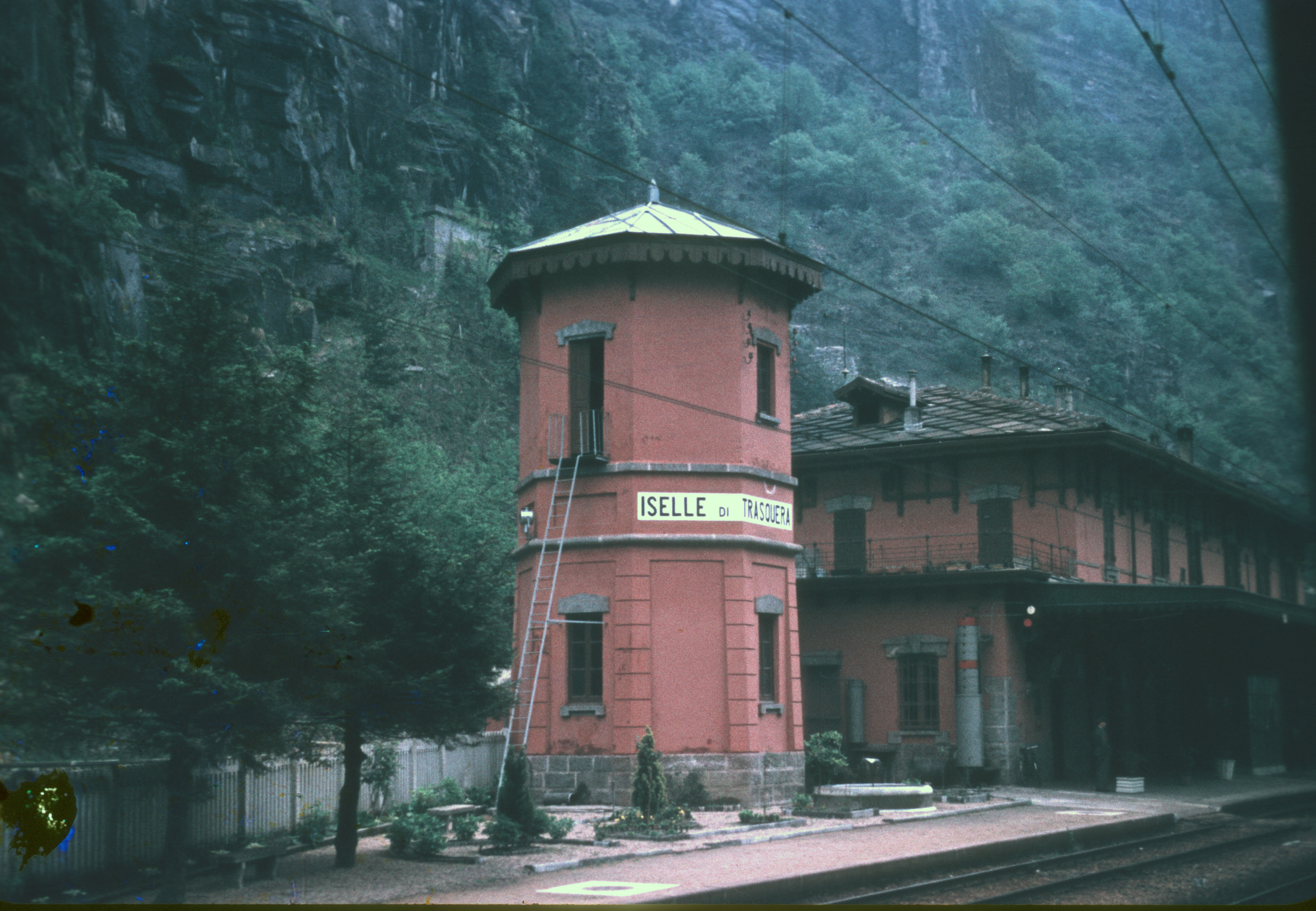
La gare en 03 1957.

La gare d'Iselle di Trasquera a été ouverte le 1er juin 1906 lors de l'inauguration de la ligne de Brigue à Domodossola et du tunnel du Simplon.
Le 29 mai 1905, un monument a été inauguré directement à la gare à la mémoire des ouvriers morts dans des accidents pendant la construction du tunnel.
De 1906 à 1930, Iselle était le terminus des trains électriques en provenance de Brigue. Jusqu'en 1929, les locomotives des trains poursuivant au-delà d'Iselle en direction de l'Italie étaient changées ici. La traction à vapeur prévalait alors sur le tronçon italien d'Iselle di Trasquera à Domodossola. La grue à eau qui servait à alimenter les locomotives était toujours en place en 2017.
En 2013, l'état de la ligne entre Iselle di Trasquera et Domodossola était très mauvais avec quatre aiguillages en très mauvais état limitant la vitesse à 20 km/h dans deux cas et 10 km/h dans deux autres cas. Une réflexion sur la fermeture de la ligne avait même été lancée. Des travaux d'entretien et de rénovation de la voie ont été effectués au cours de l'été 2020 entre Iselle di Trasquera et Domodossola, imposant une interruption totale du trafic sur cette section de la ligne,.
Les CFF, via leur filiale RegionAlps, avaient envisagé de desservir la ligne de Brigue à Domodossola, dont la gare d'Iselle di Trasquera, par des trains du Réseau express régional valaisan. Considérant l'indemnité de 366 000 euros par an proposée dans le cadre de l'appel d'offres lancé par la région de Piémont, RegionAlps a annoncé avoir abandonné son projet en juillet 2016.

## Service des voyageurs

### Accueil
Gare de Ferrovie dello Stato Italiane, elle est dotée d'un bâtiment voyageurs. La gare n'est pas accessible aux personnes à mobilité réduite et le passage d'un quai à l'autre se fait en traversant les voies sur des passages prévus à cet effet.

### Desserte
La gare d'Iselle di Trasquera a la particularité d'être uniquement desservie par des trains RegioExpress exploités par l'opérateur ferroviaire suisse BLS. Ces trains relient généralement Berne, Spiez ou Brigue à Domodossola et circulent toutes les heures ou toutes les deux heures suivant le moment de la journée.
- (Berne - Thoune - Spiez - Frutigen - Kandersteg - Goppenstein -) Brigue  - Iselle di Trasquera - Varzo (- Preglia) - Domodossola.

La gare d'Iselle di Trasquera est également desservie par des trains d'automobiles assurant des relations toutes les heures et demi d'Iselle di Trasquera à Brigue, et plusieurs fois par jour d'Iselle di Trasquera à Kandersteg.

### Intermodalité
La gare d'Iselle di Trasquera est en correspondance avec la ligne d'autocars 631 assurée par CarPostal reliant la gare à celle de Brigue via le col du Simplon.

## Galerie de photos

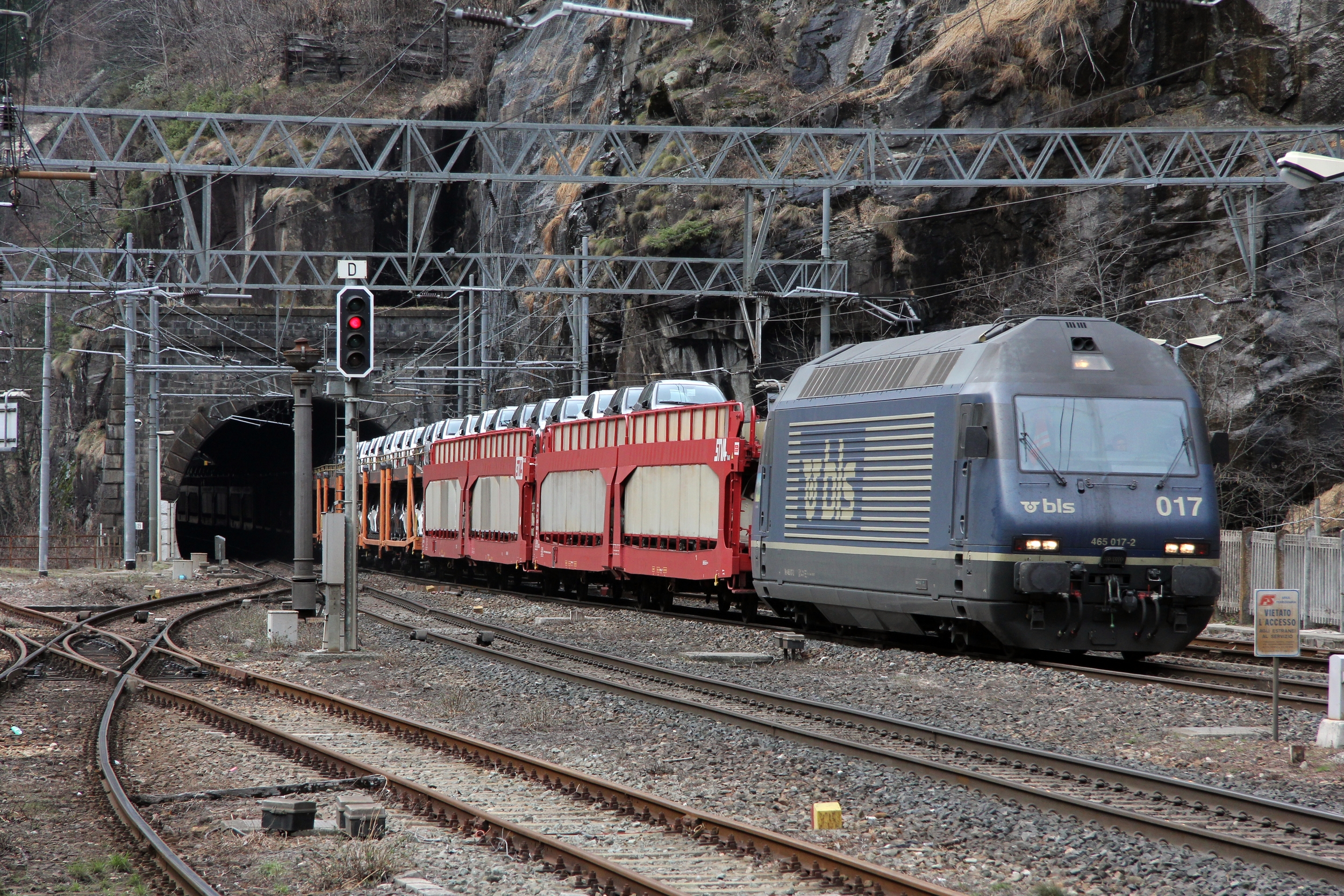
Locomotive BLS Re 460 passant sans arrêt à Iselle di Trasquera et transportant des voitures en direction de Domodossola.
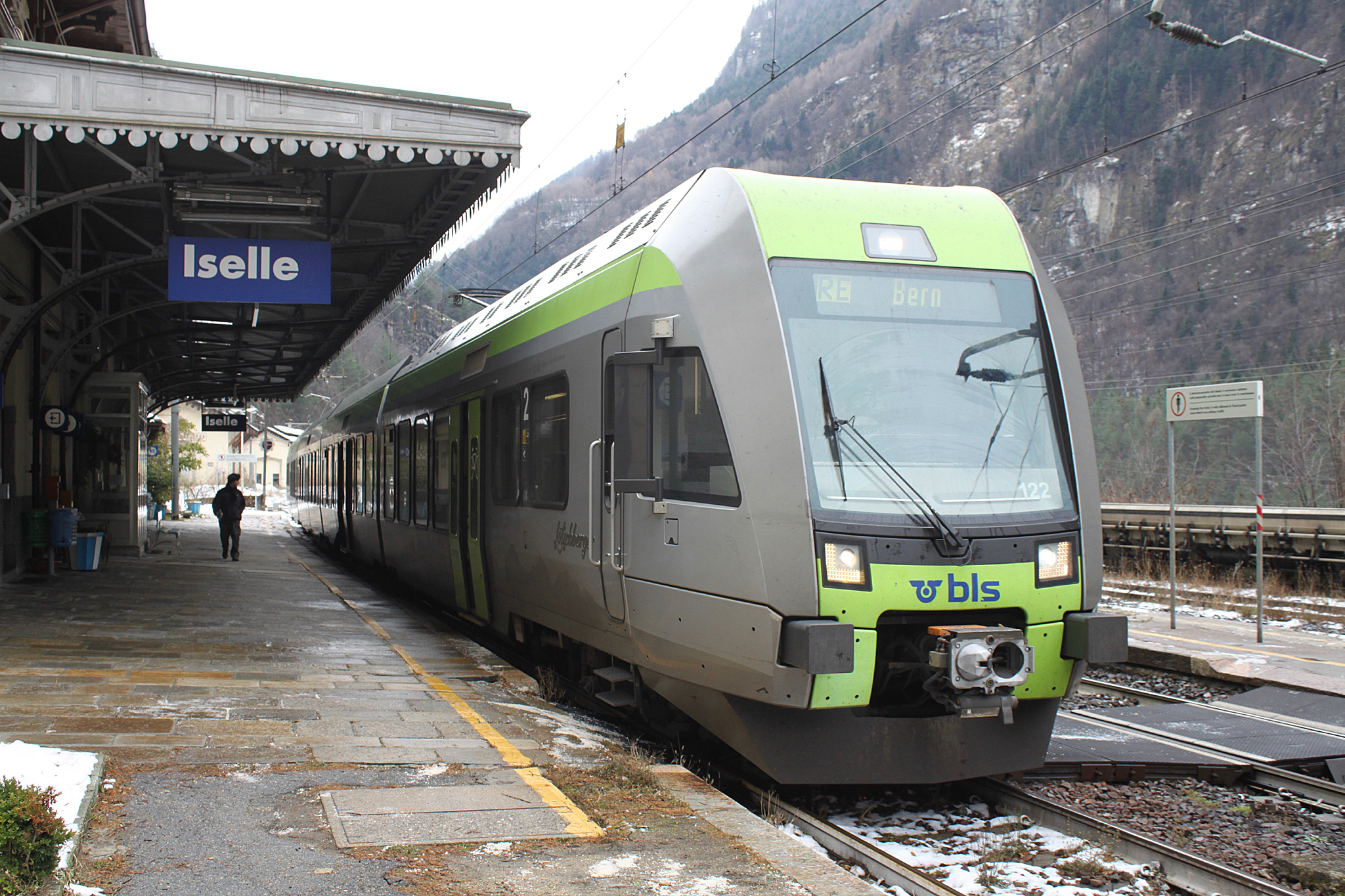
BLS RABe 535 pour Berne au départ.
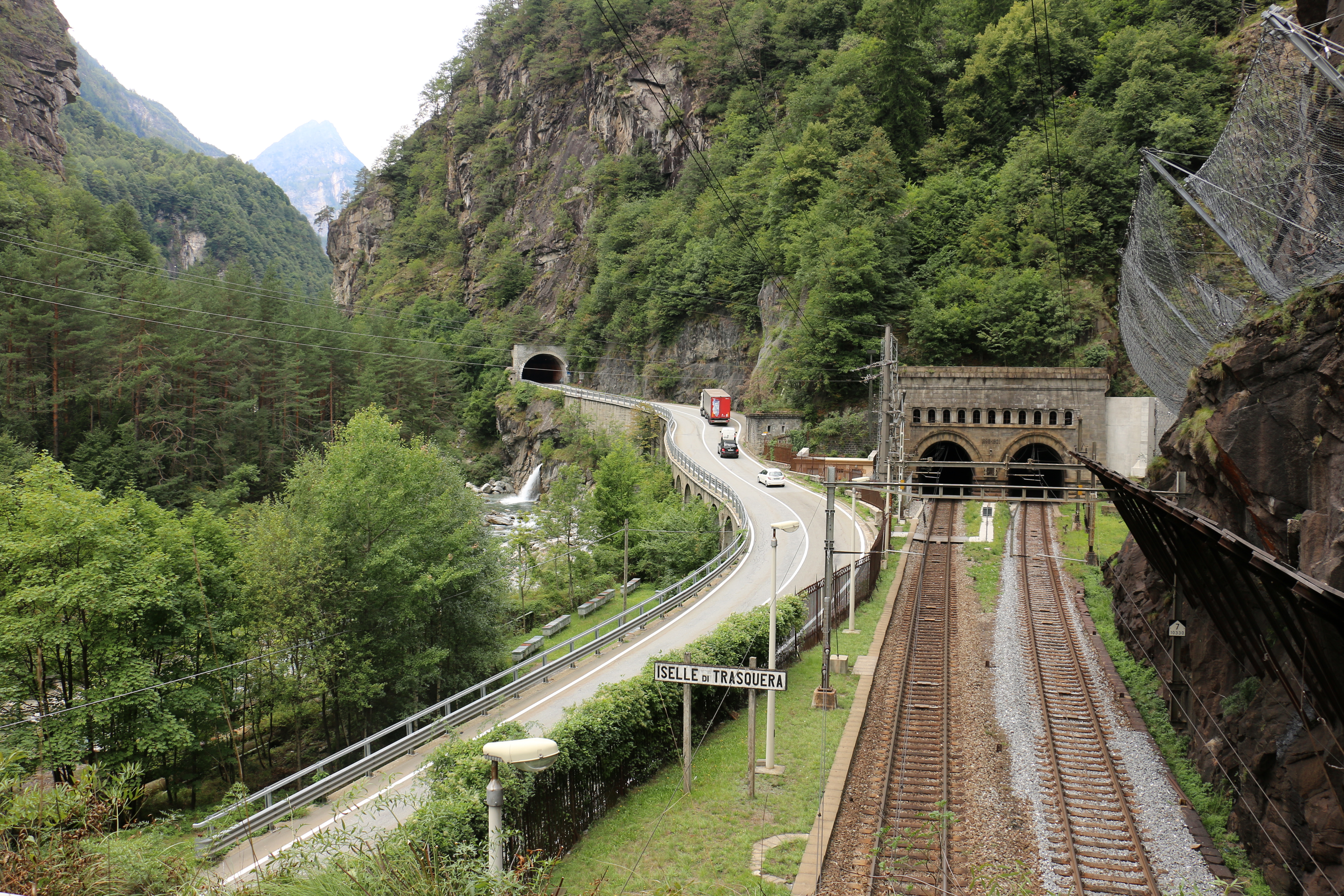
Le portail sud du tunnel du Simplon.